# Begonia undulata
Begonia undulata là một loài thực vật có hoa trong họ Thu hải đường. Loài này được Schott mô tả khoa học đầu tiên năm 1827.

## Hình ảnh

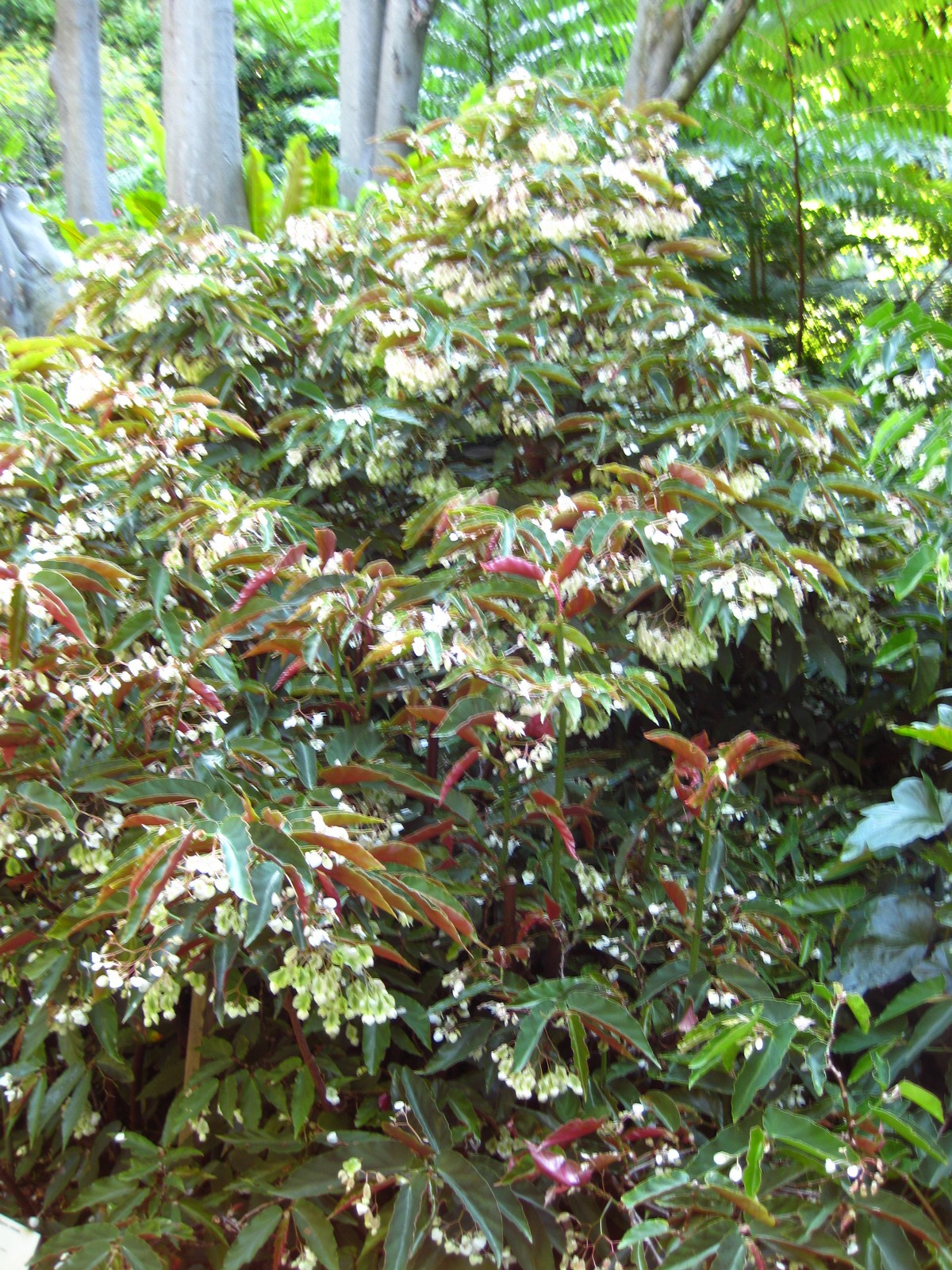
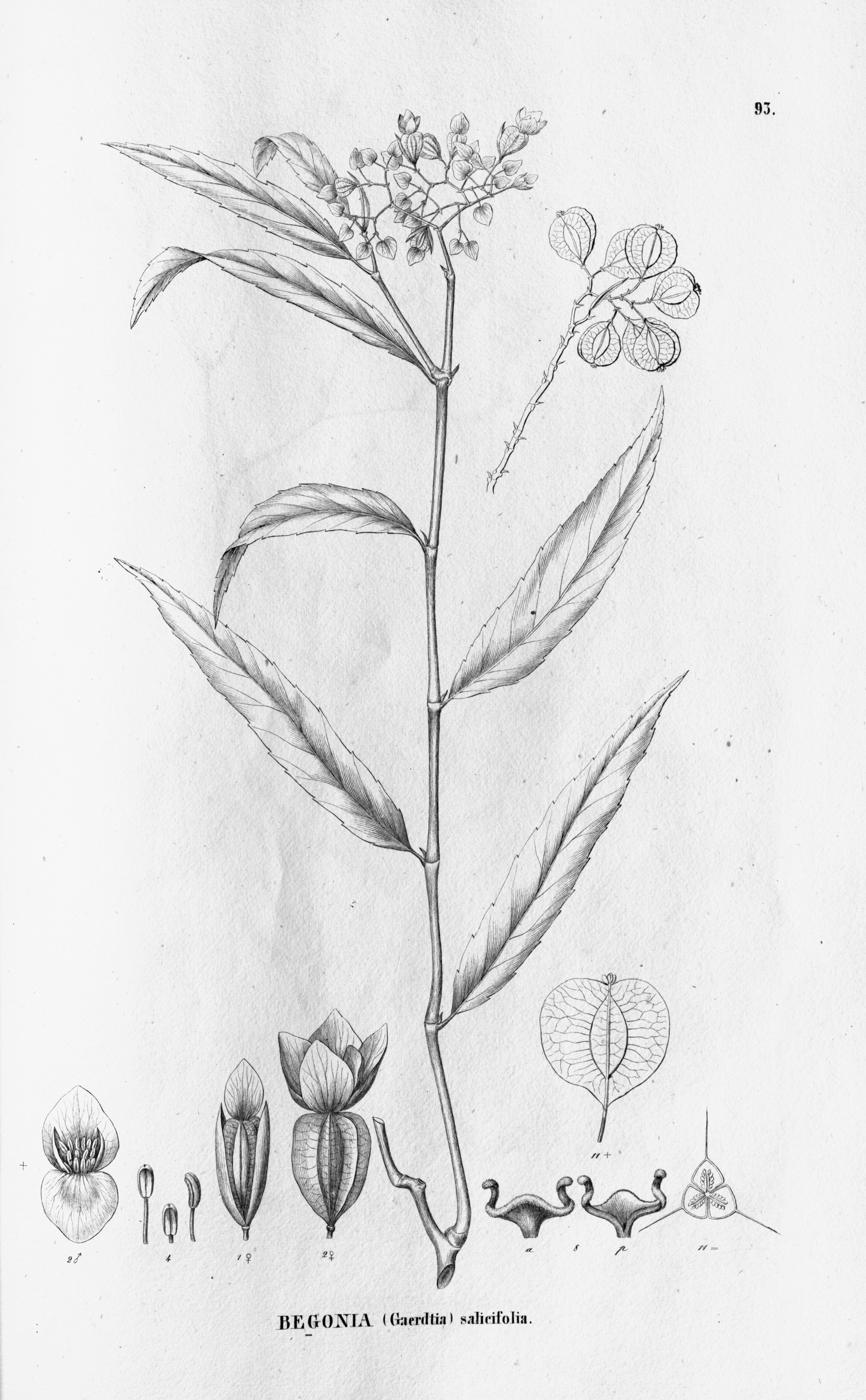
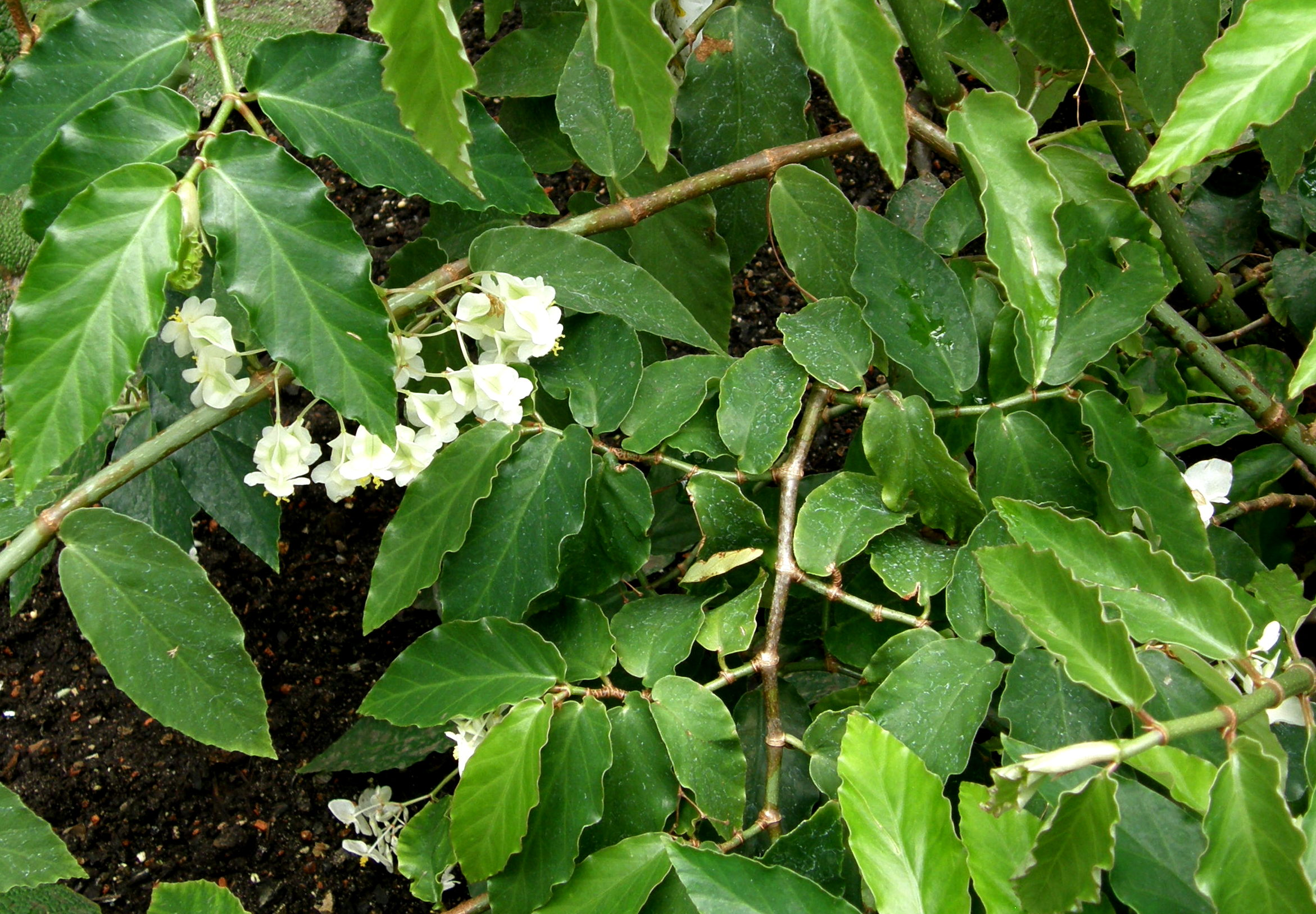
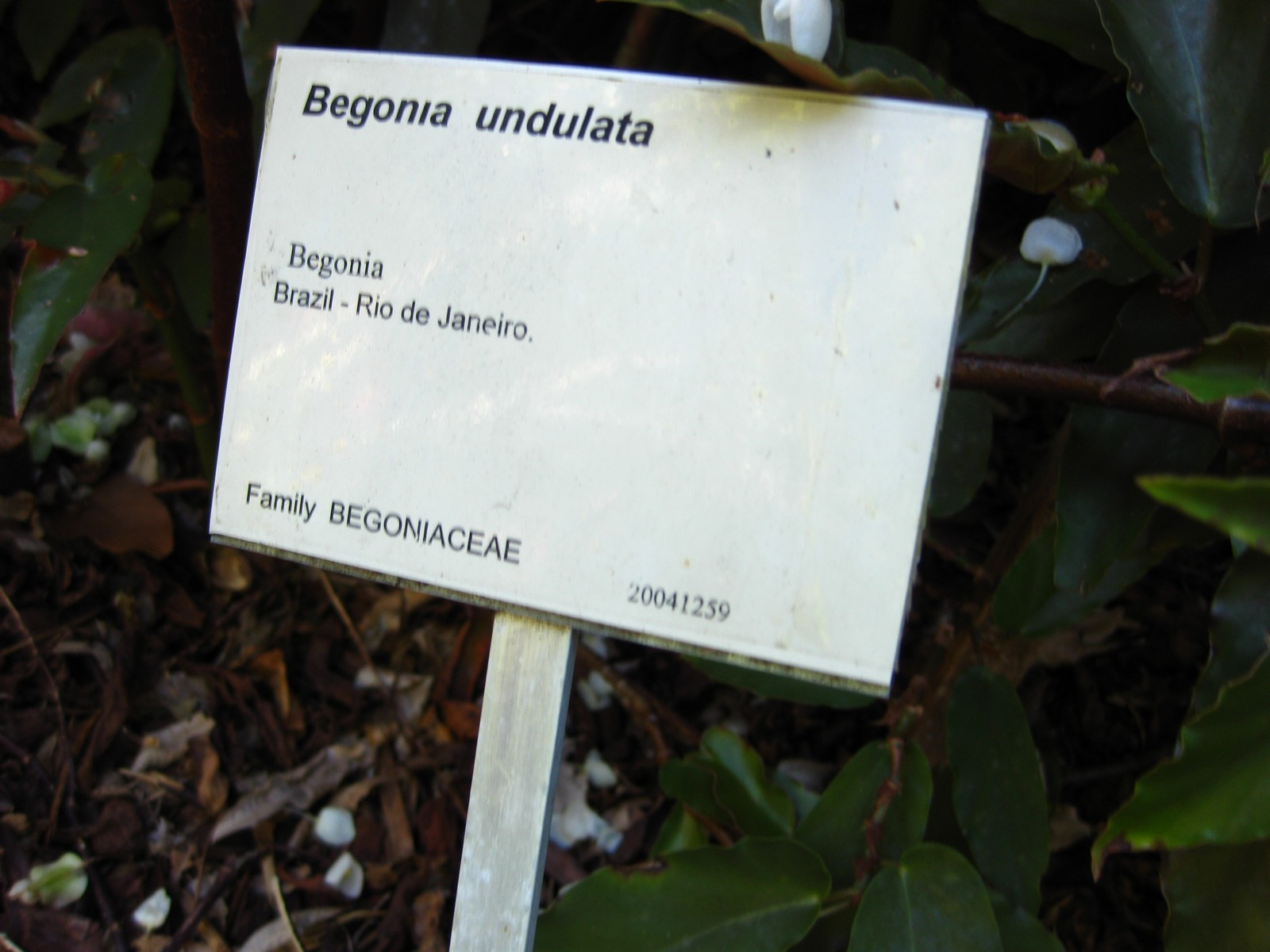